# 1월의 두 얼굴
《1월의 두 얼굴》(영어: The Two Faces of January)은 2014년 개봉한 스릴러 영화이다.

## 출연진
- 비고 모텐슨
- 커스틴 던스트
- 오스카 아이작
- 데이지 베번
- 데이비드 워쇼프스키
- 오미로스 풀라키스

## 기타 제작진
- 공동 제작: 캐럴라인 휴잇
- 라인 제작: 앨릭스 서덜랜드
- 배역: 지나 제이
- 미술: 마이클 칼린
- 세트: 도미닉 커폰
- 의상: 스티븐 노블
- 분장팀: 대니얼 필립스
- 음향 감독: 스티븐 그리피스

## 같이 보기
- 2014년 영화